# Holtheme

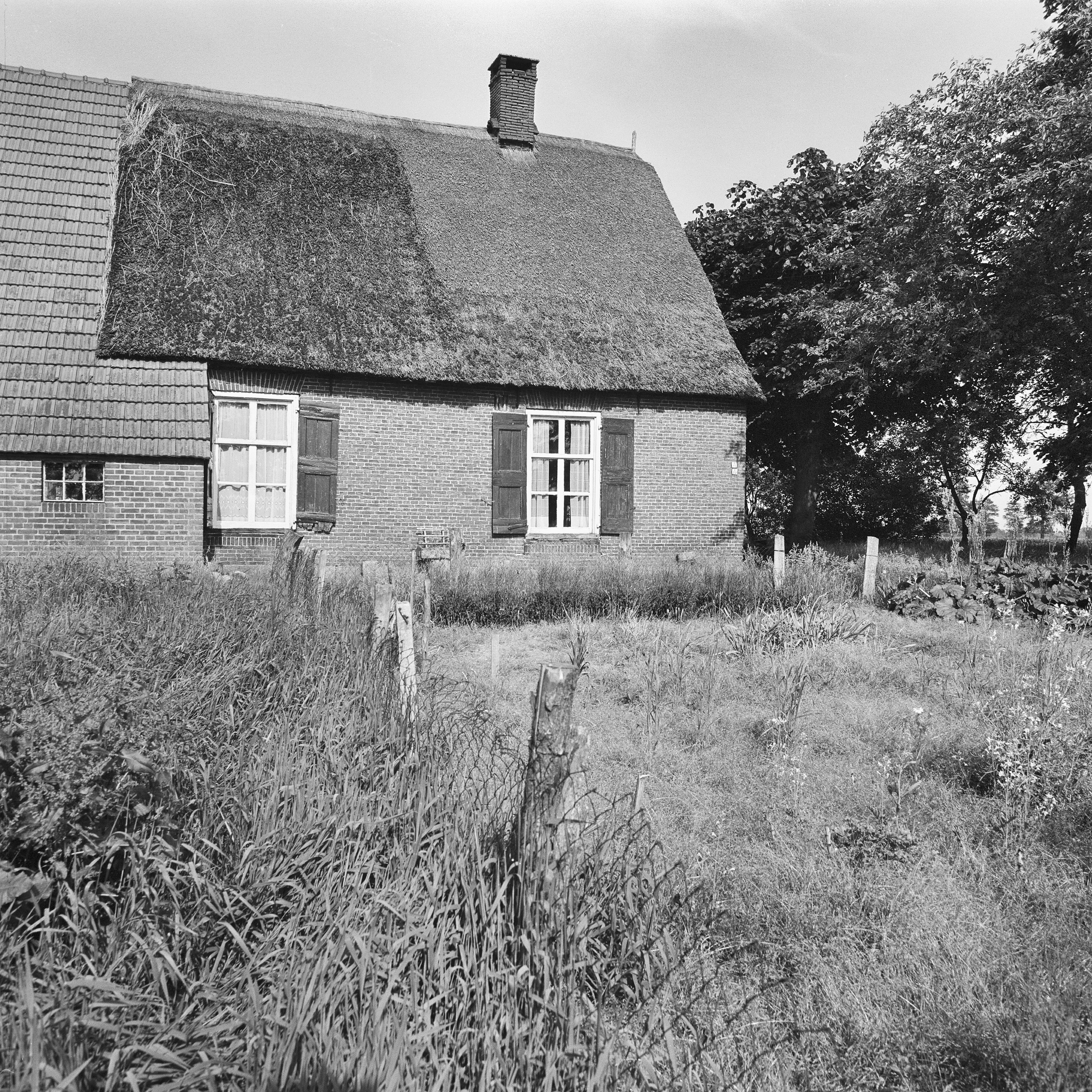
Huis in Holtheme

Holtheme  is een buurtschap behorend tot de gemeente Hardenberg in de Nederlandse provincie Overijssel. De buurtschap ligt ten oosten van Gramsbergen, vlak aan de Duitse grens.